# Maszewo (województwo mazowieckie)
Maszewo – wieś w Polsce położona w województwie mazowieckim, w powiecie płockim, w gminie Stara Biała. Leży nad Wisłą.
Maszewo było królewszczyzną. Ostatnim posesorem tej miejscowości w okresie I Rzeczypospolitej był Jan Ostaszewski herbu Ostoja, który otrzymał Maszewo w dzierżawę emfiteutyczną decyzją sejmu w 1775 roku.
W latach 1975–1998 miejscowość administracyjnie należała do województwa płockiego.